# Modernising Money
Modernising Money av Ben Dyson och Andrew Jackson, utgiven 2015, är en ekonomibok i genren penningreform som beskriver problemet med dagens banksystem och hur ett nytt system med "Suveräna pengar" skulle kunna utformas. Suveräna Pengar är ett förslag på bankreform i form av offentlig penningutgivning som drivs av International Movement for Monetary Reform (IMMR) liksom av enskilda forskare och debattörer. IMMR är i sin tur ett nätverk av nationella föreningar för bankreform som skapats på initiativ av brittiska Positive Money.

## Boken i korthet
Författarna menar att dagens sätt att skapa pengar, det vill säga i samband med banklån, är mycket problematiskt. Deras förslag är istället att nya pengar och köpkraft skapas direkt av staten efter beslut av (den oberoende) "Kommittén för penningskapande". Med detta som grund går författarna därefter igenom de tekniska skillnaderna mellan dagens system och deras förslag på punkt efter punkt. De påpekar exempelvis att i deras modell så ökar inte penningmängden vid banklån, som den gör idag. Inte heller minskar penningmängden vid amortering, som den gör i dagens system. De framhåller också att den totala skuldsättningen i samhället skulle minska om pengar, till skillnad från idag, skapades och injicerades i ekonomin utan korresponderande skuld. För att systemet skall fungera behövs två kontotyper förklarar de. Dels räntefria och riskfria transaktionskonton. Och dels investeringskonton, med ränta, där medlen på kontot kan användas av banken för exempelvis utlån till andra kunder och till olika investeringar.

## Kritik (recensioner med mera)
Boken har recenserats i positiva ordalag  av organisationer som Positive Money och Basic Income Earth Network (Basic Income News), American Monetary Institute och Resilience.org . Det förstnämnda är dock inte att undra på eftersom boken är central för Positive Money och dess kampanjer. Bokens förtjänster går dessutom till organisationen. Modernising Money har även omnämnts i Financial Times av dess chefsekonom Martin Wolf, som även i andra sammanhang uttryckt sitt stöd för bankreform enligt dessa riktlinjer
Nätverket "A World to Win" menar dock i sin recension att boken, teorin och framställningen, trots vissa förtjänster, också har stora brister. Däribland att författarna inte berör de internationella aspekterna, inte ser att bankernas särställning i ekonomin är en kärnpunkt i kapitalismen och inte nämner något om den globala spekulationen, med aktier, råvaror och valutor etc.
Richard Murphy, professor i Internationell politisk ekonomi vid City University i London och chef vid Tax Research UK, har också resonerat kritiskt om förslagen i boken. I synnerhet vänder han sig mot iden om en central penningkomitte, med full makt att själv bestämma lämplig penningmängd. Han menar också att om bankerna förbjuds att skapa pengar i samband med utlån, då är det detsamma som att förbjuda banker över huvud taget.